# Caro Lucas

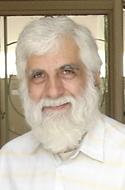
Caro Lucas

Caro Lucas (persisch کارو لوکاس قوکاسیان, * 4. September 1949 in Isfahan, Iran; † 8. Juli 2010 in Teheran, Iran) war ein iranisch-armenischer Wissenschaftler. Er gilt als Vater der iranischen Robotik.

## Leben und Werk
Lucas wurde in einer armenischen Familie in Isfahan geboren und wuchs in Teheran auf. Er absolvierte die armenische Kooshesh High School in Teheran und erhielt 1973 seinen Master of Science Abschluss in Elektrotechnik und Regelungstechnik an der Universität Teheran. Anschließend war er bis 1975 Wissenschaftlicher Assistent am Electronic Research Laboratory an der University of California in Berkeley und bis 1976 Assistent Professor am Department of Systems Science der University of California, Los Angeles, wo er in Control Systems Engineering promovierte. Von 1976 bis 1986 war er Assistant Professor, danach bis 1994 Associate Professor und anschließend Professor am Department of Electrical and Computer Engineering an der Universität Teheran.
Von 1977 bis 1980 arbeitete er zudem als Assistant to the Managing Director bei der Iranian Bankers’ Investment Company-IBICO und von 1982 bis 1985 bei dem iranischen Ministry of Energy als Research Associate. Gleichzeitig war er von 1984 bis 1985 Assistenzprofessor im Department of Electrical Engineering und Department of Mechanical and Industrial Engineering an der University of Benghazi in Libyen.
Er war von 1993 bis 1997 Direktor der School of Intelligent Systems an der Universität Teheran. Er war Gastwissenschaftler an der University of Toronto, am Harbin Institut für Elektrotechnik in China und an der University of California. In Triest, Italien, war er leitender Forscher am Internationalen Zentrum für Theoretische Physik und am Internationalen Zentrum für Gentechnik und Biotechnologie.
Seine Forschungsinteressen umfassten biologisches Rechnen, Computerintelligenz, Fuzzy-Regler, unsichere Systeme, intelligente Steuerung, neuronale Netze, Multiagentensysteme, Data-Mining, Finanzmodellierung und Wissensmanagement.
Lucas hat mehr als 1200 wissenschaftliche Artikel veröffentlicht und mehr als 200 Vorträge auf internationalen Konferenzen gehalten. Er war Mitglied der Redaktion von mehr als 20 wissenschaftlichen Zeitungsverlagen und wurde im Organisationsstab von mehr als 100 internationalen Konferenzen aufgeführt.
Lucas war mit Emilia Nercissians verheiratet, mit der er einen Sohn bekam. 2009 wurde bei ihm Krebs diagnostiziert, 2010 starb er an einer Darminfektion.

## Auszeichnungen
2009 richtete das Seraj Institute of Technology ihm zu Ehren das Prof. Carlo Lucas Fellowship ein.